# Petar II. Petrović Njegoš
Petar II. Petrović Njegoš (crnogor. ćiril. Петар II Петровић Његош; Njeguši, 1. studenoga 1813. – Cetinje, 31. listopada 1851.), po rođenju Rade Tomov Petrović, bio je vladika i državni poglavar Crne Gore, te jedan od najvećih crnogorskih književnika i filozofa.

## Životopis

### Mladost
Po mnogim istraživačima koji su se bavili Petrovićima, a po sjećanjima najstarijih Petrovića kao i samog crnogorskog vladike Petra II. Petrovića Njegoša, oni vode podrijetlo iz središnje Bosne, iz okolice Travnika (ili Zenice). Iz središnje Bosne su otišli 1463. godine padom Bosne pod osmansku vlast. Jedno vrijeme su se zadržali na nevesinjskoj visoravni, a uskoro su se i odatle povukli prema Crnoj Gori. Također, zabilježeno je, da je predak Petrovića, Herak Heraković, 1441. godine bio nastanjen u Drobnjaku. Još 1399. godine u Drobnjaku se spominje i Herakov djed, Đurađ Bogutović. Samo ime plemena ili kraja ne podrazumijeva da su i kasniji pripadnici određenog plemena ili kraja oduvijek živjeli na tom teritoriju, pogotovo što se zna da su mnogi od tih krajeva, prije turskog osvajanja, u srednjem vijeku bili samo povremeno naseljeni katuni. Dva su velika vala naseljavanja u Crnu Goru nakon turskih osvajanja, iz Bosne i sa sjevera današnje Makedonije.
Njegoš se rodio, na Njegušima, kao drugi sin Tome Markova Petrovića, najmlađeg brata vladike Petra I. i Ivane Proroković. 
Kršteno mu je ime Rafael, ali se zvao Radivoj, a najčešće su ga zvali Rade, pa je u narodu ostalo vladika Rade. Po zavladičenju on se potpisivao samo svojim kaluđerskim imenom – Petar i prezimenom – Petrović: vladika Petar Petrović. U narodu nije bio poznat kao vladika Petar nego kao vladika Rade. Vladikom Petrom narod je nazivao jedino njegovog strica. Njegoš nikada nije rabio ono II. (Drugi) uz Petar, nego je to dodato kasnije, kao i I. (Prvi) uz ime njegovog strica, da bi ih razlikovali. Ne zna se točno zbog čega je uzeo dodatak Njegoš, a ne Njeguš, kao što bi trebalo prema imenu njegovog plemena i najužeg zavičaja. Pretpostavlja se da je to preuzeo od strica vladike Petra, koji je ponekad uz svoje prezime dodavao Njegoš, a ne Njeguš.
Djetinjstvo je proveo u Njegušima, a onda ga je vladika Petar I. uzeo k sebi 1825. godine da ga školuje i pripremi za nasljednika. Tradicija je, međutim, bila da vladar Crne Gore bude vladika. Školu je pohađao u Cetinjskom samostanu i u Boki kotorskoj kod Josipa Tropovića, a poslije je za učitelja imao Simu Milutinovića "Sarajliju".

### Nasljednik
Posljednje godine života vladike Petra I. obilježene su njegovim sve lošijim zdravljem i stalnom nemogućnošću sebi naći nasljednika. Zvanje crnogorskoga vladike je tradicionalno bilo u posjedu obitelji Petrović, i ono je prelazilo sa strica na nećaka, pošto se od vladike zahtijevalo da bude neženja. Petrov prvi izbor je bio Mitar Petrović, sin njegovog najstarijeg brata Stjepana. Mitar je umro nakon nekoliko godina i Petar I. je bio primoran pronaći drugoga nasljednika. Svoju pozornost je usmjerio na Đorđija Savova Petrovića, sina svog drugoga brata. Pošto je Đorđije bio nepismen, Petar I. poslao ga je u Sankt Peterburg pohađati školu. Tamo je Đorđije shvatio da mu se više sviđa život u Rusiji nego u Crnoj Gori. Svom stricu je 1828. godine poslao pismo u kom ga je obavijestio da se želi prijaviti u rusku carsku vojsku i zatražio neka bude oslobođen nasljeđivanja. Petar I. je 1829. godine obavijestio Jeremiju Gagića, ruskog vicekonzula u Dubrovniku i ruskoj vezi s Crnom Gorom da Đorđije ima njegovo dopuštenje za stupanje u rusku vojsku, čime je lišen vladičanskog trona.
Izbor je pao na mladog Radeta, pa ga je vladika Petar I. za svog nasljednika proglasio 20. siječnja 1827. godine. Kako Rade nije bio obrazovan, vladika Petar I. je želio da i Radeta pošalje u Rusiju, ali nije imao novaca za platiti školovanje, pa ga je sam učio talijanski, ruski, njemački, engleski i francuski. Također mu je omogućio pristup njegovoj bogatoj knjižnici. Poslije mu je stric doveo za učitelja Simu Milutinovića Sarajliju. Sarajlija mu je predavao povijest, književnost i filozofiju.
Prije svoje smrti, vladika Petar I. je izdiktirao svoju posljednju želju Simi Milutinoviću Sarajliji. Vladika je imenovao Radeta za svog nasljednika i prenio na njega sve svoje duhovne i svjetovne ovlasti. Vladičina posljednja želja je također proklinjala svakog ko bi žrtvovao tradicionalne crnogorske veze s Rusijom u zamjenu za bolje odnose s Austrijom. Protivnici obitelji Petrović su tvrdili da je Milutinović krivotvorio taj dokument kao bi Rade postao vladika, a kao dokaz su isticali njihovo blisko prijateljstvo.

### Crnogorski vladika i državnik
Dne, 18. listopada 1830. godine preminuo je njegov stric, vladika Petar I., nakon čega je sedamnaestogodišnji Rade Tomov proglašen za „namjesnika mitropolita crnogorskog“. Po predanju, stric mu je na samrti rekao posljednje riječi: "Moli se Bogu i drž' se Rusije". Dva dana kasnije, Rade se zakaluđerio, uzeo ime Petar i primio episkopsku upravu nad Crnom Gorom. U to vrijeme, Crna Gora bila je savez plemena bez značajki države, njezine granice nisu bile određene a središnja vlast skoro i nije postojala. U međunarodnim odnosima Crna Gora smatrana je osmanskim teritorijem. Crnogorski vladika često je potajno obavljao i neke svjetovne vladarske dužnosti u susjednim plemenima, dok je u Boki kotorskoj i oko Skadra bio samo vladika. Uz vladiku kao duhovnog vladara, pod utjecajem Rusije, postojao je i svjetovni vladar guvernadur (guverner), pod utjecajem zapada. Neka crnogorska plemena priznavala su vladičinu, ali i mletačku, austrijsku ili osmansku vlast. Njegoš je nastojao centralizirati državnu vlast. On je bio u sukobu s guvernadurom Vukolajem Radonjićem, koji je pokušavao ograničiti svjetovnu vlast obitelji Petrović. Guvernadur je nakon smrti Petra I. osporio njegovom sinovcu Radu pravo na nasljednu vlast na crnogorskom tronu. Pod optužbom da je činio prijestupe i prkosio vladiki, donesena je odluka da se guvernaduru Vukolaju Radonjiću oduzme zvanje i crnogorski pečat (mohur).
Radi uspostavljanja vlasti u zemlji Njegoš je pozvao u pomoć dvojicu Crnogoraca koji su živjeli u Petrogradu – Mateju Vučićevića, crnogorskog povjerenika u Rusiji i njegovog ujaka Ivana Vukotića, dočasnika u ruskoj vojsci. Na zboru koji je Njegoš sazvao, 21. rujna 1831. godine donesene su odluke o uspostavljanju organa vlasti: Senata, Garde i Perjanika. Na čelo svjetovne vlasti došao je vladika Rade koji je vladao u dogovoru sa Senatom koji su činili predstavnici najutjecajnijih crnogorskih obitelji. Za prvog predsjednika Senata izabran je Ivan Vukotić, a za dopredsjednika Mateja Vučićević. Sjedište Senata bilo je na Cetinju, a Gvardije u Rijeci Crnojevića. Ovim odlukama ukinuta je dugogodišnja tradicija da Crnom Gorom upravlja vladika s guvernadurom. Njegoš u listopadu 1831. godine i u veljači sljedeće godine, u dva navrata, bezuspješno pokušava osvojiti Podgoricu i Zetu. Protivnici su ga kritizirali kako se više bavi lovom i pjesništvom nego vladarskim poslovima i da često odlazi u Boku udvarati se damama i igrati karte.
Početkom siječnja 1832. godine zbog navodnih "zavjereničkih nastojanja", Senat proteruje obitelj guvernadura Radonjića, koja je više od sto dvadeset godina obavljala guvernadurske funkcije u Crnoj Gori. Kazna je bila da se Vuko i njegov rodni brat Marko Radonjić stave u okove i zatvore u špilji Cetinjskog manastira i da se šest kuća Radonjića, odnosno 32 člana njihove obitelji protjeraju na austrijski teritorij (Kotor). Napad je izvršen noću i Radonjićeva kuća je najprije potpaljena, pa je Pejo uspio uhvatiti bivšega guvernadura Vuka, a pokraj toga ubijeno je još 5 – 6 osoba na Lovćenu, gdje su im bili katuni. Svi ostali su se predali i pošli su u Kotor, dok im je imanje razgrabljeno, a kuće zapaljene i srušene. Bivši guvernadur je sa svojim bratom doveden na Cetinje i zatvoren u jednoj samostanskoj pećini, koja će se otada zvati Guvernadurica. Vukolaj je pušten iz tamnice 20. travnja 1832. godine pod pratnjom gvardije odveden je u Kotor, gdje je ubrzo umro 30. svibnja 1832. godine zbog posljedica tamnovanja. Ukidanje i protjerivanje guvernadura je izazvalo žestoku oporbu, čak i Njegoševog nekadašnjeg učitelja Sime Milutinovića Sarajlije. 
Godine 1833. putovao je u Petrograd, gdje biva zavladičen. Iste godine je zaveden porez, koji se je počeo naplaćivat sljedeće godine. U tom razdoblju, na Cetinje donosi nekoliko stotina knjiga za potrebe Crkve i škole. Tijekom tog putovanja Njegoš nabavlja tiskaru koja je na Cetinje dovezena početkom siječnja 1834. godine. Godine 1834. objavljuje na Cetinju prvu zbirku pjesama Pustinjak cetinski, tiskanu u svojoj tiskari. Iste godine objavljuje drugu zbirku Lijek jarosti turske. 
Godine 1838. Hercegovačko Grahovo odmetnulo se od osmanske vlasti i prišlo Crnoj Gori. U srpnju 1838. godine dolazi do sukoba između Austrijanaca i Crnogoraca nakon čega je 25. kolovoza Austrija sklopila mir s Crnom Gorom i time neizravno priznala njezinu neovisnost. Oko dva mjeseca nakon toga, Njegoš je zaključio mir i s bosanskim vezirom i hercegovačkim pašom, čime su i osmanske vlasti po prvi put neizravno priznale neovisnost Crne Gore. Iste godine, u blizini starog samostana na Cetinju, podignut je novi luksuzan dvorac s dvadeset pet odjela, s visokim zidom i kulama, kasnije nazvan Biljarda. U jednom njegovom dijelu bile su prostorije za Senat, u drugom je stanovao vladika, a u prizemlju su stanovali perjanici. 
Godine 1839. i 1840. izbile su dvije bune protiv Njegoša zbog naplaćivanja poreza. Godine 1840. po Njegoševom nalogu Novica Cerović s nekoliko drobnjačkih glavara ubio je Smail-agu Čengića, 23. rujna. Ubojstvo Smail-age učvrstilo je pripojenje drobnjačkog plemena Crnoj Gori, kao prvog hercegovačkog plemena koje u ušlo u njezin sastav. 

### Smrt
Krajem 1850. godine Njegoš odlazi u Beč i Italiju radi liječenja. Početkom 1851. godine boravio je u Napulju i Rimu, teško bolestan. Bolovao je od tuberkuloze, od koje je preminuo 31. listopada 1851. godine, na Cetinju. Planirani pokop na Lovćenu je odložen pa je Njegoš 21. listopada privremeno pokopan u samostanu Cetinje.
Njegoševa tiskara je prestala postojati 1852. godine kada su njezina slova prelivena u zrna za puške. Knjaz Danilo je izvršio oporuku, i prenio stričeve ostatke u kapelicu na Lovćen 1855. godine. Kad su Austrijanci u Prvom svjetskom ratu osvojili Crnu Goru, spustili su Njegoševe kosti na Cetinje 12. kolovoza 1916. godine, a kapelu na Lovćenu oštetili topovskom vatrom. Dne 23. rujna 1925. godine, kralj Aleksandar Karađorđević je izvršio svečani prijenos Njegoševih posmrtnih ostataka u novu kapelu, koja je podignuta umjesto stare kapele. Mauzolej na Lovćenu je, na mjestu te kapele, sagrađen početkom 70-ih godina 20. stoljeća, gdje sada počivaju posmrtni ostaci ovog književnika i državnika.

## Nasljedstvo
Njegoševe osobne stvari su propadale i gubile se nepovratno. Tome su doprinosile promjene vlasti, ratovi, urbanističko širenje Cetinja, a ponajviše nemar i neshvaćanje njihovog značaja. Njegoš je, međutim, čuvao svaki papirić i svaku sitnicu. Netragom su nestali njegova odjeća, oružje, pera, diviti i čibuci. Knjige s njegovim primjedbama na marginama godinama su se vukle po cetinjskim školama i nestajale. Od sveg namještaja, od slika iz njegovih soba, od osobnih stvari, preživjela je jedna fotelja. Preživjelo je više njegovih portreta, i to izvan Crne Gore. Njegov biljar izgorio je u hotelu na Durmitoru, kad su partizani 1942. godine spalili Žabljak. Kule i ogradni zidovi Biljarde su porušeni, a ona prepravljena. Brijest kraj Biljarde je posječen kako bi se napravilo mjesto spomeniku ubijenom jugoslavenskom kralju Aleksandru I. Karađorđeviću. Njegoševe topove odvukli su austrijski okupatori u svoje ljevaonice. Nestali su i njegovi rukopisi, čak i najvažniji: Luča mikrokozma i Lažni car Šćepan Mali.

## Crnogorska pravoslavna Crkva
Oko Njegoša postoje brojni prijepori, o tome je li bio na čelu neovisne i autokefalne Crnogorske pravoslavne Crkve (CPC) ili je bio na čelu srpske mitropolije u Crnoj Gori. Povijest ukazuje na to da je Njegoš bio samostalni vladika u autohtononoj, neovisnoj i autokefalnoj Crnogorskoj pravoslavnoj Crkvi, na koju nije mogla imati nikakav utjecaj srpska crkva. I dok Srpska pravoslavna Crkva (SPC) i danas tvrdi da je vladika Petar II. Petrović Njegoš bio njezin episkop u Crnoj Gori, povijest nam ukazuje da u tom razdoblju nije bilo većeg kontakta između hijerarhije crnogorske i srpske Crkve.
Njegoš najkasnije 1832. godine u svome pismu Josifu Rajačiću, budućem patrijarhu srpskome, pravoslavnu crkvu u Crnoj Gori naziva narodnim i državnim prefiksom – Crnogorska. Njegoš mu se zahvaljuje radi želja za, kako kaže, “blagostojanije Crnogorske pravoslavne crkve”. Ipak taj naziv za Crnogorsku pravoslavnu crkvu (CPC) susreće se i prije, kod stranaca koji su u kontaktu s Crnogorcima. O statusu CPC, tj. mitropolijske katedre, prvojerarha cetinjskih od 1766. godine, njegov preteča i stric, Petar I. Petrović Njegoš rekao je 1811. godine da je "autokefalan, ili duhovno nezavisni vladika".
Njegoš je prvi arhipastir crnogorski koji je episkopsko posvećenje dobio u Ruskoj pravoslavnoj crkvi. Niti jedan crnogorski arhijerej poslije njega, do 1918. gidine i ukidanja Crnogorske pravoslavne crkve, neće biti posvećen kod Srba: Nikanora Ivanovića (1858.), Ilariona Roganovića (1863.), Mitrofana Bana (1885.), Kirila Mitrovića (1909.) posvetili su Rusi; Visarion Ljubiša je 1878. godine zavladičen na Cetinju u Crnogorskoj pravoslavnoj crkvi, a Gavrilo Dožić 1911. godine u Carigradskoj patrijaršiji.
Njegoš je objavio crnogorskog narodnog Svetitelja – Petra Cetinjskoga. Kao poglavar autokefalne Crnogorske pravoslavne Crkve, nadzirao je pisanje tropara i kondaka –  liturgijskih himni koje proslavljaju svetopetrovski kult. Radi spasenja duša svojih i svih pravoslavnih, Crnogorci se tim njegoševskim troparom i kondakom obraćaju Sv. Petru, kao "Crnogorskoj zvijezdi presvijetloj", "Crnogorskoj pohvali" i poštuju ga kao "Crnogorske zemlje svjetilnika presvjetla" a te su liturgijske himne, nakon Njegoše smrti – krivotvorene. Njegoš je svetitelja Petra Cetinjskog 1838. godine unio crvenim slovima u kalendar Crnogorske pravoslavne Crkve.

### Odnosi CPC i SPC
Službeni odnosi između crnogorske i srpske jerarhije za Njegoševa arhipastirstva jedva da su do 1833. godine postojali. Sve do smrti Njegoša, o kontaktima srpske i crnogorske jerarhije ne postoji niti jedan arhivski dokument. Prve kontakte, te liturgijsku zajednicu, Njegoš je imao s Grcima – Antimom i Ananijem, jerarsima Carigradske patrijaršije, a najviše s Ruskom pravoslavnom crkvom.
Prvi kontakt s jerarhijom srpskom Njegoš imao je u listopadu 1832. godine s Rajačićem, tadašnjim episkopom dalmatinskim Karlovačke mitropolije. U to vrijeme, Njegoš, kao arhimandrit, mogao je obavljati sva molitvoslovlja, obrede, bogosluženja i sv. Tajne Krštenja, Miropomazanja, Evharistije, Pokojanja, Braka, dok za sv. Tajne Svećenstva i Jeleosvećenja, po pravilima crkvenim, nije bio vlastan. Drugim riječima, nije mogao posvećivati kandidate za đakone, ni za prezvitere. U tome smislu, on se Rajačiću obratio za kanonsku uslugu posvećenja jednoga crnogorskog svećenika.
Drugi kontakt, to je razmjena pisama s mitropolitom beogradskim Melentijem Pavlovićem povodom bijega episkopa užičkoga Nikifora u Crnu Goru krajem 1832. godine. Povod je bio sukob tog episkopa s knezom Srbije. Miloš Obrenović piše da je "vladika [Nikifor] čovek bolestan u pameti, sgranuo se, pak, pobegao, niti sam ga ja tamo [u Crnu Goru] slao, niti imao za delo kakvo slati". Njegoš piše Melentiju da razumije njegovo "nezadovoljstvije zbog odlaska gdina Nikifora" i da "pritom ni mi nijesmo mu se [Nikiforu] nimalo obradovali, znajući da nam ovđe on ne može biti ni od kakve polze, nako od štete i dosade". 
Treći kontakt s jerarhijom srpskom, imao je Njegoš krajem lipnja 1833. godine u Beču, gdje se, pokraj niza drugih osobnosti, u dva navrata susreo s mitropolitom Stefanom Stratimirovićem, poglavarom Karlovačke mitropolije. Njegoš je u Beču tada bio na proputovanju, jer je žurio ka Petrogradu, radi vladičanskoga posvećenja.
Četvrti i posljednji kontakt, imao je Njegoš krajem 1833. godine pri povratku sa zavladičenja u Rusiji. Rajačić je, od austrijskih vlasti tražio i dobio "zgodne naredbe o postupanju", te izdao nalog sveštenstvu u Boki kotorskoj da se "apsolutno ne dopusta služba u crkvi crnogorskomu vladaru pod zapelu najstrože odgovornosti" i da "stoga ni zvonima, ni puškama ne smete ga [Njegoša] pozdraviti, niti mu ma bud koju počast, koja pripada arhijereju, ukazati".
Što se Pećke patrijaršije tiče, nju Njegoš nigdje ne spominje, osim u svome djelu Lažni car Šćepan Mali, kroz lik Vasilija Brkića, koji, za razliku od arhipastira crnogorskih koji se bore s Osmanlijama s križom i sabljom u rukama, kukavički priznaje kako mu i sam spomen Osmanlija ledi krv u žilama.

## Književno stvaralaštvo
Njegoš se nije redovito školovao, niti je pohađao više škole. Kod bokeljskih svećenika učio se samo osnovnoj pismenosti. Na Njegoša je utjecao i Lukijan Mušicki, koji je 1830-ih imao glas velikog pjesnika. Klasičnu grčku poeziju čitao je na ruskom a jedan dio Ilijade preveo je s ruskog na crnogorski jezik u narodnom desetercu. 
Njegoš je bio pod utjecajem antičkog klasicizma, posredno i više formalno, skoro isključivo u rječniku. Ako je više pjevao i jačao svoju osobnost, utoliko se sve više oslobađao tog utjecaja. 
Prva njegova knjiga Pustinjak cetinjski (prvotno nazvana „Glas kamenštaka“), napisana je 1833., a tiskana 1834. godine na Cetinju. Njegovo najbolje djelo, Gorski vijenac, uzvišenom dikcijom i oblikom podsjeća na grčku tragediju; pa ipak, djelo je u potpunosti samostalno i kao neposredan proizvod narodnog duha i jezika. Pokraj ruskog, Njegoš je poznavao i francuski i talijanski jezik, i na tim jezicima čitao najveće pjesnike i mislitelje.
Njegoš je počeo pisati još kao dječak. To su bile kratke, neznatne pjesme, sasvim u duhu narodne pjesme, često ispjevane uz gusle. Sima Milutinović je u svoju zbirku narodnih pjesama unio pet za koje tvrdi da su Njegoševe. Godine 1834. objavio je dvije zbirke pjesama, gdje ima i nekoliko pjesama u kojima se već vidi genijalni pjesnik. 
Među pjesmama u kojima prevladava dubok i smjela misaona lirika naročito se ističu: "Crnogorac k svemogućem Bogu", "Vijerni sin noći pjeva pohvalu mislima" i "Oda Suncu". Ostale pjesme pjevaju o crnogorskom junaštvu i ispjevane su sasvim u duhu narodne pjesme. 
Njegoš je, u vrijeme neprekidnih bojeva s Osmanlijama, zaneseno volio narodne pjesme, skupljao ih i sam stvarao nove. Osim pjesama u spomenutim zbirkama, tiskao je i dva kraća spjeva u istom duhu i razmjeru: Kula Đurišića i Čardak Aleksića. Godine 1854. objavljena je Slobodijada, epski spjev u deset pjevanja, u kome se slave crnogorske pobjede nad Turcima i Francuzima. 
Po suvremenim listovima i časopisima izišao je znatan broj njegovih kraćih pjesama, prigodnog i moralnog karaktera, kao i veliki broj oda i poslanica. 
Njegoš je počeo skromno, oponašajući narodno pjesništvo ili učenu i objektivnu suvremenu liriku, kakvu je prije njega pisao Lukijan Mušicki i njegovi sljedbenici. Ali se on sve više razvijao, istina postupno, ali snažno i sigurno. Čitanjem i razmišljanjem, on je ulazio u sve teže moralne i filozofske probleme, sve dublje i potpunije uobličavao svoje umjetničko izražavanje i posljednjih sedam godina života stvorio svoja tri glavna djela: Luča mikrokozma (1845.), Gorski vijenac (1847.), i Lažni car Šćepan Mali (1851.). Njegoš je radio i na prikupljanju narodnih pjesama i izdao ih u zbirci Ogledalo srpsko (1846.).
Njegova djela prevođena su na više jezika, uključujući i japanski jezik (Gorski vijenac, Luča mikrokozma). Gorski vijenac na francuski jezik prepjevala je Biljana Janevska, u desetercu. Godine 1927. Njegošev Gorski vijenac Dušan Bogosavljević preveo je s crnogorskoga na srpski jezik. To je učinjeno, kako kaže Žarko Đurović, da bi Srbi mogli lakše razumjeti Njegoševo djelo, jer je Njegošev "original za njih bio nerazumljiv".

### Kosovski mit
Njegoš u Gorskom vijencu i drugim djelima na osnovu elemenata kosovske legende formulira razrađeni sustav. Po Njegoševom obrascu, srpski srednjovjekovni čelnici počinili su smrtni grijeh razdora i nelojalnosti. Bog ih je kaznio preko poraza na Kosovu, nakon čega su Srbi pali pod osmansku vlast, što predstavlja nacionalnu usporednicu biblijskoj priči o padu, po kojoj je ljudski pad kazna za prvobitni Adamov grijeh neposlušnosti Bogu. Da bi se Srbi iskupili pred Bogom, moraju biti jedinstveni. Glavna prijetnja srpskom jedinstvu nije osvajačka osmanska vojska, nego otrov u samom srpskom narodu, t.zv. "poturice", odnosno domaći muslimani, koji su prihvatili neprijateljsku vjeru. Njegoš stvara kult Obilića, svetog ratnika koji daje život u borbi za vjeru. Kao što se čovječanstvo može spasiti slijedeći Isusa, tako i Srbi mogu slijedeći Obilića. U Njegoševom sustavu glavni neprijatelji više nisu Osmanlije, nego domaći muslimani, koji postaju ljudska žrtva kojom se iskupljuje iskonski grijeh nacionalnog nejedinstva. Smatra se da je Njegoš, pravoslavni episkop i vladar, poticao kult Obilića kao „žertve blagorodne“ vođen svojim državničkim razmišljanjem.

## Njegoš nudi pomoć Hrvatima i Srbima
Njegoš je 1848. godine bio u vezi s hrvatskim banom Josipom Jelačićem i nudio mu je vojnu pomoć od 2.000 Crnogoraca. 
Također je istim povodom dopisivao se s guvernerom Dalmacije Johannom von Turszkym koji je u pismu Njegošu od 2. studenoga 1848. godine napisao (napomena - citati u izvorniku):
"...u smotreniju pošiljanja Crnogoraca po kojemu sovjetovatelno bi bilo ovu ekspediciju ne preduzimati ili je posle otložiti, jerbo bi to, može biti, gospodina Bana ne u malu nepriliku..."
U pismu od 17. studenoga 1848. godine Njegoš guverneru von Turszkom odgovara:
"Istina je da su Crnogorci spremni da budu u pomoći svojoj braći Hrvatima, jedno po jedinoplemenosti, a drugo po njihovoj prirođenoj naklonosti vojničke trudove snositi. Videći ja da moja sobraća Srbi i Hrvati pokazuju se najavno da pravcem idu naklonjeni k narodnosti i k poredku, i mene je ista misao oduševljavala koja i Crnogorce, ako ustanak Srbah i Hrvatah ne bi bila slijepa neka podstreka, koja bi na obšte naše poruganije pred svijetom služila".

## Vanjske poveznice
|  | Zajednički poslužitelj ima još gradiva o temi Petar II. Petrović-Njegoš |
|  | Wikicitati imaju zbirke citata o temi Petar II. Petrović Njegoš         |

- "Bajka o “Lovćenskom tajnovidcu” i istine o Radu Tomovu" (Nepoznati detalji iz Njegoševog života)  Arhivirana inačica izvorne stranice od 12. lipnja 2013. (Wayback Machine)

| Prethodnik Petar I. Petrović Njegoš (1781. – 1784.) | crnogorski vladika | Nasljednik Danilo I. Petrović Njegoš (1851. – 1860.) |